# بروسلا

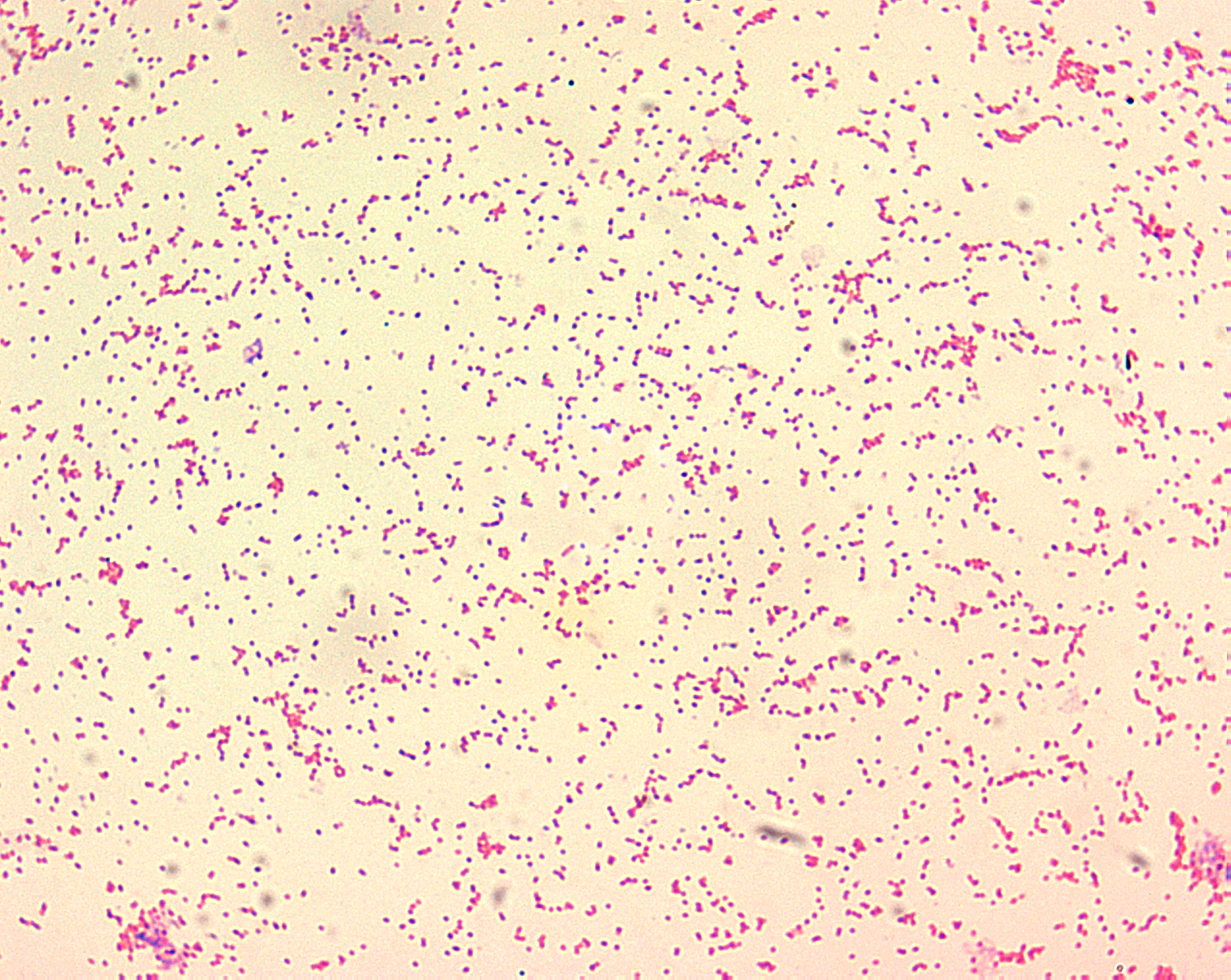
تصویری از بروسلاها باکتری‌های گرم منفی

بروسلاها باکتری‌های گرم منفی، کوچک، هوازی و غیر متحرّکی هستند که فاقد پوشینه و هاگ، می‌باشند. این سرده باکتریها انگل داخل سلولی هستند.
رشد آن‌ها کند است ولی در محیط کشت Brucella Broth در دمای ۳۷ درجه سانتیگراد و PH ۷٫۶ به نحو مطلوبی رشد می‌نمایند. گونه‌های بروسلا در محیط کشت جامد، معمولاً به صورت کلنی‌های صاف، شفاف، آبی متمایل به سفید تا کهربائی، رشد می‌کنند. البته رشد بروسلا کنیس و بروسلا اوویس، به صورت کلنی‌های خشن و گاهی موکوئیدی می‌باشد.
بروسلا اولین بار توسط بروس در سال ۱۸۸۷ از طحال سربازان انگلیسی که در جزیره مالت مرده بودند، جدا شده است و باعث بیماری بروسلوز یا تب مالت میشود.

## گونه‌های بیماریزا
گونه هائی از بروسلا که برای انسان، بیماریزا واقع می‌شوند عبارت‌اند از بروسلا ملیتنسیس (B. melitensis)، بروسلا آبورتوس (B. abortus) و بروسلا سوئیس (B. suis). هرچند بروسلا کنیس (B. canis) نیز ممکن است بیماریزا واقع شود و در مجموع، سویه هائی از بروسلا که در غشاء خارجی خود دارای لیپوپلی ساکارید کمتری هستند از ویرولانس کمتری نیز برخوردارند. سایر گونه های بروسلا عبارتند از:B. ceti ،B. inopinata ، B. microti
B. neotomae ،B. ovis و B. pinnipedialis